# Phú Cường, Tân Lạc
Phú Cường là một xã thuộc huyện Tân Lạc, tỉnh Hòa Bình, Việt Nam.
Xã Phú Cường có diện tích 37,79 km², dân số năm 1999 là 5739 người, mật độ dân số đạt 152 người/km².